# Cuauhtémoc (Jesús de la Helguera)
Cuauhtémoc o  Caballero águila, es una obra del pintor mexicano Jesús de la Helguera, ejecutada aproximadamente entre 1954 y 1970 en óleo sobre lienzo. Forma parte de la colección latinoamericana y de Calendarios mexicanos del Museo Soumaya, en la Ciudad de México.

## Descripción de la obra
En esta se representa de forma idealizada a Cuauhtémoc, último tlatoani mexica. En una pose desafiante con un pie sobre una roca, Cuauhtémoc señala con su brazo hacia la derecha y su cabeza, con el rostro de perfil, mira hacia esa dirección. Con su mano izquierda sostiene una lanza y en su brazo porta un chimalli adornado de plumas con un ideograma de un águila, lo que ayuda a la identificación del personaje.
El personaje, poseedor de una musculatura muy marcada, se encuentra vestido con ropajes militares, el cual consiste en un taparrabos blanco con algunos motivos en verde y rojo de serpientes escalonadas entre otros, similares a los del arte mexica. Porta una pechera adornada con plumas y cuentas, así como una especie de manto rojo, colocado a forma de capa, que también está adornado con algunos motivos "prehispánicos". También se aprecian algunos adornos en las piernas y muñeca. Sobre su cabeza, porta un casco en forma de cabeza de águila, el cual se encuentra ricamente ataviado con plumas preciosas y adornos de oro. 
En un segundo plano se encuentra la imagen de un águila desdibujada en tonos azules y violetas a semejanza del cielo, la cual refrenda la figura de "el águila que cae". Al fondo de la obra se observan los volcanes Popocatépetl e Iztaccíhuatl. 

## Composición
Los hombres representados en las pinturas de Jesús de la Helguera, en especial aquellos relacionados con la fuerza o las batallas, tienden a tener cuerpos sumamente desarrollados, musculosos, fuertes y resistentes, lo cual es parte de la retórica construida en torno a la mitificación del personaje. Esta retórica es construida en torno a personajes campesinos, trabajadores y, como en el caso de Cuauhtémoc, de guerreros. Este tipo de cuerpo corresponde, por la formación académica de Helguera, al ideal de belleza sobre el "cuerpo perfecto", el cual consiste en la proporción de siete cabezas, lo cual evoca al clasicismo griego.
La forma en la que el artista decidió colocar el cuerpo, así como guiar la lectura de la obra a través de puntos como el brazo y la mirada de Cuauhtémoc, permiten crear un juego ideológico en el que se crea la imagen heroica del personaje, así como su carácter mítico y legendario para la historia oficial.

## Discurso nacionalista
El uso de alegorías de personajes precortesanos, mitificados claro está, durante la época de desarrollo y modernización de México a mediados del siglo XX a través de cromos y calendarios, tuvo como objetivo transmitir un ideal nacionalista que se difundiera a las masas con el fin de estadarizar una imagen de México y de los valores que debían representar a la mexicanidad.
Para ello Mesoamérica sirvió de inspiración a diversos artistas, las cuales a su vez se inspiraron en las excavaciones y exploraciones arqueológicas realizadas en la época. Aunado a esto, la centralización del discurso nacionalista dio un mayor peso al Valle de México, exaltandosé la cultura mexica.